# بيلدونج

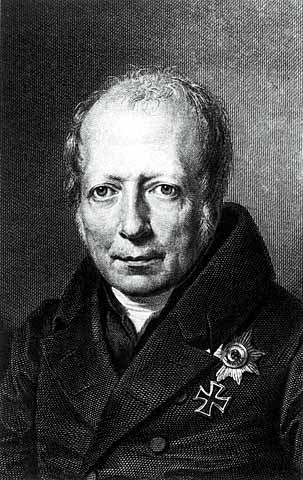

المصطلح بيلدونج (Bildung) (يعني باللغة الألمانية «تأديب» و«تنشئة») يشير إلى التقاليد الألمانية المتعلقة بالتثقيف الذاتي، (كما ترتبط بالمصطلحات الألمانية المتعلقة بـالإبداع والصورة والشكل)، حيث ترتبط الفلسفة بالتعليم بطريقة تشير إلى عملية من النضج الشخصي والثقافي. يوصف هذا النضج على أنه تناغم بين عقل الفرد وقلبه في توحيد بين النفس والهوية داخل إطار المجتمع الأكثر اتساعًا كما يتضح من التراث الأدبي للرواية التكوينية (bildungsroman).
بهذا السياق يتحقق ذلك التناغم بين العقل والقلب والنفس والهوية من خلال التحول الشخصي الذي يمثل تحديًا أمام المعتقدات المقبولة لدى الفرد. تنطوي أحيانًا في كتابات هيغل تحدي النمو الشخصي على الاغتراب المؤلم عن «الوعي الطبيعي» الذي يؤدي إلى إعادة توحيد الذات وتطويرها. وبالمثل، فإنه على الرغم من أن الوحدة المجتمعية تتطلب مؤسسات مشكلة جيدًا، فإنها تتطلب أيضًا مجموعة متنوعة من الأفراد يتمتعون بـالحرية (بالمعنى الإيجابي للمصطلح) لتطوير تنوع هائل من المواهب والقدرات ويتطلب ذلك ما يسمى الوكالة الشخصية. ولكن غير الحالة النهائية، يعد التوحيد الفردي والمجتمعي عملية تدفع من خلال الإنكارات اللامتناهية.
بهذا المعنى، يشتمل التعليم على تشكيل الكائن البشري فيما يتعلق بـآدميته وأيضًا مهاراته العقلية الفطرية. وعلى هذا يشير المصطلح إلى عملية الصلاح التي يمكن أن ترتبط بعملية الصلاح داخل الوجودية.
يتوافق المصطلح «التعليم والتنشئة» أيضًا مع النموذج التعليمي الوارد في معنى عمل فيلهلم فون همبولت (Wilhelm von Humbolt). وهكذا من هذا المنطلق، يتحول مصطلح التعليم إلى عملية تستمر مدى الحياة لتطوير الإنسان أكثر من مجرد تدريبه على اكتساب معرفة أو مهارات خارجية معينة، ينظر إلى التعليم باعتباره عملية تتمدد فيها المدارك الروحية والثقافية وتنمو فضلاً عن المهارات الشخصية والاجتماعية والحياتية أيضًا وذلك على نحو مستمر. ينظر إلى «التعليم والتنشئة» على أنه طريق إلى تحقيق مزيد من التحرر بفضل ما ينطوي عليه من التأمل الذاتي.
والأكثر وضوحًا في كتابات هيجل، تم رفض تقاليد «التعليم والتنشئة» لعلم ما وراء الطبيعة فيما قبل كانط مقابل علم ما وراء الطبيعة فيما بعد كانط نظرًا للخبرة التي ترفض القصص العالمية.
وعلى هذا النحو يتحقق الإنجاز من خلال النشاط العملي الذي يرقي تطوير المواهب الفردية للشخص والقدرات التي تؤدي بدورها إلى تطوير المجتمع الذي يعيش الفرد بداخله. بهذا السياق لا يقبل «التعليم والتنشئة» ببساطة بالوضع السياسي الاجتماعي الراهن، ولكنه يشتمل على القدرة على الانخراط في انتقاد مجتمع الفرد وتحديه في نهاية الأمر لتحقيق مثالياته العليا.
ينظر إلى التعليم في ألمانيا في الوقت الراهن باعتباره مسؤولية الوالدين بينما «التعليم والتنشئة» هو واجب المدرسة ومسؤوليتها.